# Lukas Behnken
Lukas Behnken (* 9. September 1979 in Landsberg am Lech, Oberbayern, Bayern, Deutschland) ist ein US-amerikanischer Schauspieler, Synchronsprecher, Filmproduzent und Filmschaffender.

## Leben
Behnken wurde am 9. September 1979 im bayerischen Landsberg am Lech geboren. Seit dem 15. Juli 2006 ist er mit der US-amerikanischen Schauspielerin Katherine Boecher verheiratet. Die beiden sind Eltern eines Kindes.
1998 debütierte er in einer Episode der Fernsehserie Star Trek: Deep Space Nine als Filmschauspieler. In den nächsten Jahren folgten Besetzungen als Episodendarsteller in verschiedenen Fernsehserien. Außerdem war er 2000 in drei Episoden der Fernsehserie Undressed – Wer mit wem? in der Rolle des Oliver zu sehen. Zwei Jahre später war er im Katastrophenfilm Inferno – Gefangen im Feuer in der Rolle des Glen Saunders zu sehen. Im Folgejahr hatte er die Rolle des Adam in The Challenge – Eine echte Herausforderung inne. 2005 spielte er in sechs Episoden der Fernsehserie Everwood als Topher Cole mit. 2006 folgte die Nebenrolle des Johannes im Film Bella. Nach weiteren Episodenrollen in Fernsehserien wechselte er 2015 vom Schauspiel in die Filmproduktion. Bereits zuvor realisierte er 2009 den Kurzfilm Conscience Divided und 2013 den Kurzfilm Salon Babe. Von 2014 bis 2019 produzierte er die Fernsehserie The Well. 2019 erschien sein Film American Skin.

## Filmografie (Auswahl)

### Schauspiel
- 1998: Star Trek: Deep Space Nine (Fernsehserie, Episode 6x22)
- 2000: Allein gegen die Zukunft (Early Edition, Fernsehserie, Episode 6x22)
- 2000: Undressed – Wer mit wem? ((MTV's) Undressed, Fernsehserie, 3 Episoden)
- 2000: Titans – Dynastie der Intrigen (Titans, Fernsehserie, Episode 1x11)
- 2001: Gilmore Girls (Fernsehserie, Episode 1x12)
- 2001: Keine Gnade für Dad (Grounded for Life, Fernsehserie, Episode 1x05)
- 2001: Taylor's Wall (Fernsehfilm)
- 2001: Nicht noch ein Teenie-Film! (Not Another Teen Movie)
- 2002: Local Boys
- 2002: Bat Attack – Angriff der Fledermäuse (Fangs)
- 2002: Inferno – Gefangen im Feuer (Inferno)
- 2002: Ein Hauch von Himmel (Touched By An Angel, Fernsehserie, Episode 8x18)
- 2002: Do Over – Zurück in die 80er (Do Over, Fernsehserie, Episode 1x06)
- 2002: Presidio Med (Fernsehserie, Episode 1x07)
- 2003: The Challenge – Eine echte Herausforderung (The Challenge, Fernsehfilm)
- 2003: Dawson’s Creek (Fernsehserie, 2 Episoden)
- 2003: Boston Public (Fernsehserie, Episode 4x03)
- 2003: Run of the House (Fernsehserie, 3 Episoden)
- 2004: Just Hustle
- 2004: Cold Case – Kein Opfer ist je vergessen (Cold Case, Fernsehserie, Episode 2x02)
- 2004: Eine himmlische Familie (7th Heaven, Fernsehserie, Episode 9x11)
- 2005: Confession
- 2005: Grey’s Anatomy (Fernsehserie, Episode 2x02)
- 2005: Everwood (Fernsehserie, 6 Episoden)
- 2006: Bella
- 2007: Journeyman – Der Zeitspringer (Journeyman, Fernsehserie, Episode 1x06)
- 2008: Without a Trace – Spurlos verschwunden (Without a Trace, Fernsehserie, Episode 6x16)
- 2008: When the Body Speaks (Kurzfilm)
- 2008: Mouth of Caddo (Kurzfilm)
- 2009: Saving Grace (Fernsehserie, Episode 2x10)
- 2009: Conscience Divided (Kurzfilm)
- 2011: Criminal Minds: Team Red (Criminal Minds: Suspect Behavior, Fernsehserie, Episode 1x06)
- 2011: The Legend of Hell’s Gate: An American Conspiracy
- 2013: Monday Mornings (Fernsehserie, Episode 1x08)
- 2013: Mad Men (Fernsehserie, Episode 6x04)
- 2013: Salon Babe (Kurzfilm)
- 2014: The Well (Fernsehserie, 3 Episoden)
- 2015: Little Boy

### Synchronisationen
- 2002–2003: Fillmore! (Zeichentrickserie, 4 Episoden)
- 2011: L.A. Noire (Computerspiel)

### Produktion
- 2009: Conscience Divided (Kurzfilm)
- 2013: Salon Babe (Kurzfilm; auch Drehbuch und Regie)
- 2014–2019: The Well (Fernsehserie, 6 Episoden)
- 2015: Zawadi (Kurzfilm; auch Drehbuch)
- 2015: Mully (Dokumentation)
- 2019: American Skin
- 2022: The Royal
- 2022: I Hate You, But It's Killing Me (Dokumentation; auch Regie)
- 2023: Sound of Freedom